# السلطان يزيد
السلطان يزيد (أو أحيانًا إيزي أو سلطان إيزيد) هو شخصية إلهية في الديانة اليزيدية. مع أن العديد من العلماء يعدون اسمه مشتقًا من اسم الخليفة الأموي الثاني يزيد بن معاوية، إلا أن اليزيديين يعدونه شخصية منفصلة غير مرتبطة به. يعده اليزيديون عادةً جزءًا من ثالوث من الانبثاقات الإلهية لله (وهي، بالترتيب، الملك الطاووس، والشيخ عدي بن مسافر، والسلطان يزيد)، على الرغم من أنه يُعد أحيانًا أيضًا مطابقًا للملاك ملك طاووس، وبالتالي تجليًا أو انبثاقًا لله.
سمي اليزيديون ودينهم باسمه.

## الأصل
يعتقد معظم المؤرخين المعاصرين أن اسم "يزيد" مشتق من اسم الخليفة الأموي يزيد بن معاوية. في التراث الديني اليزيدي، لا يوجد أي أثر لأي صلة بين السلطان يزيد والخليفة الأموي الثاني، باستثناء أوجه التشابه التي ادعى اليزيديون أنها مصادفة. وُجدت العدوية في جبال كردستان قبل القرن الثاني عشر، عندما استقر هناك الشيخ عدي بن مسافر، وهو صوفي من أصل أموي يُبجله اليزيديون حتى يومنا هذا، وجذب أتباعًا من بين أتباع الحركة. ويبدو أن اسم "يزيدي" قد أُطلق على الجماعة نظرًا لأصوله الأموية.

## الضريح
كما يعد اليزيديون ضريح الملك الطاووس في لالش هو نفسه ضريح السلطان يزيد، حيث يُعتقد غالبًا أن الشخصيتين متطابقتان.

## الأعياد
يحتفل اليزيديون بعيد يزيد احتفاء به.